# Caterpillar

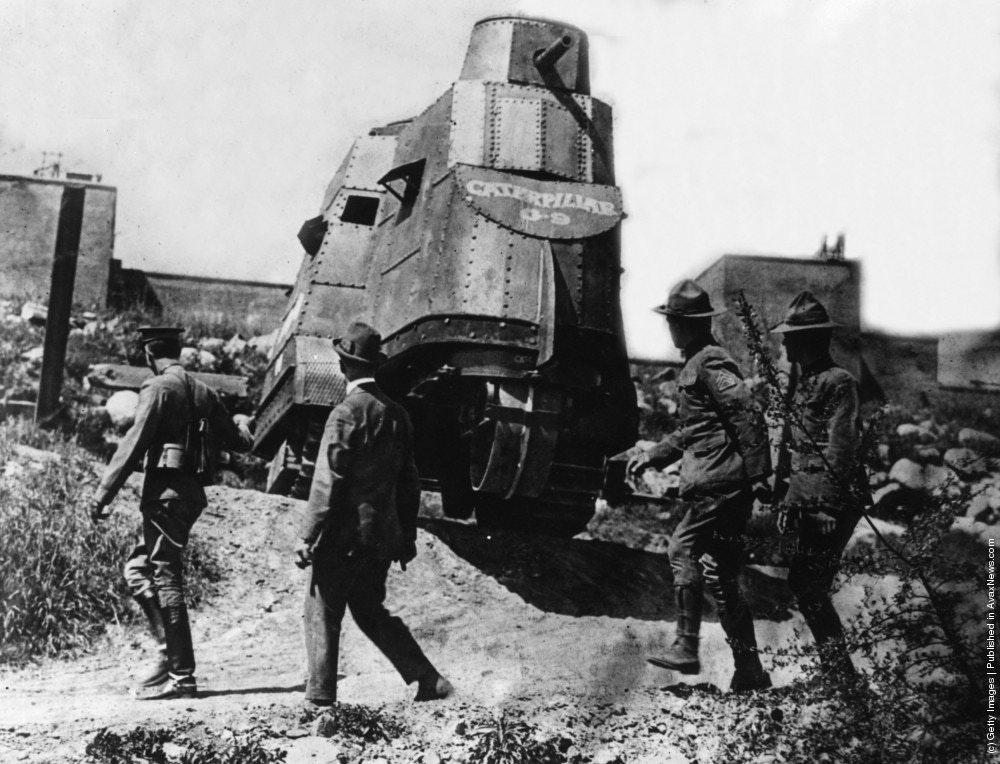
Танк «Катерпіллер» часів Першої світової війни

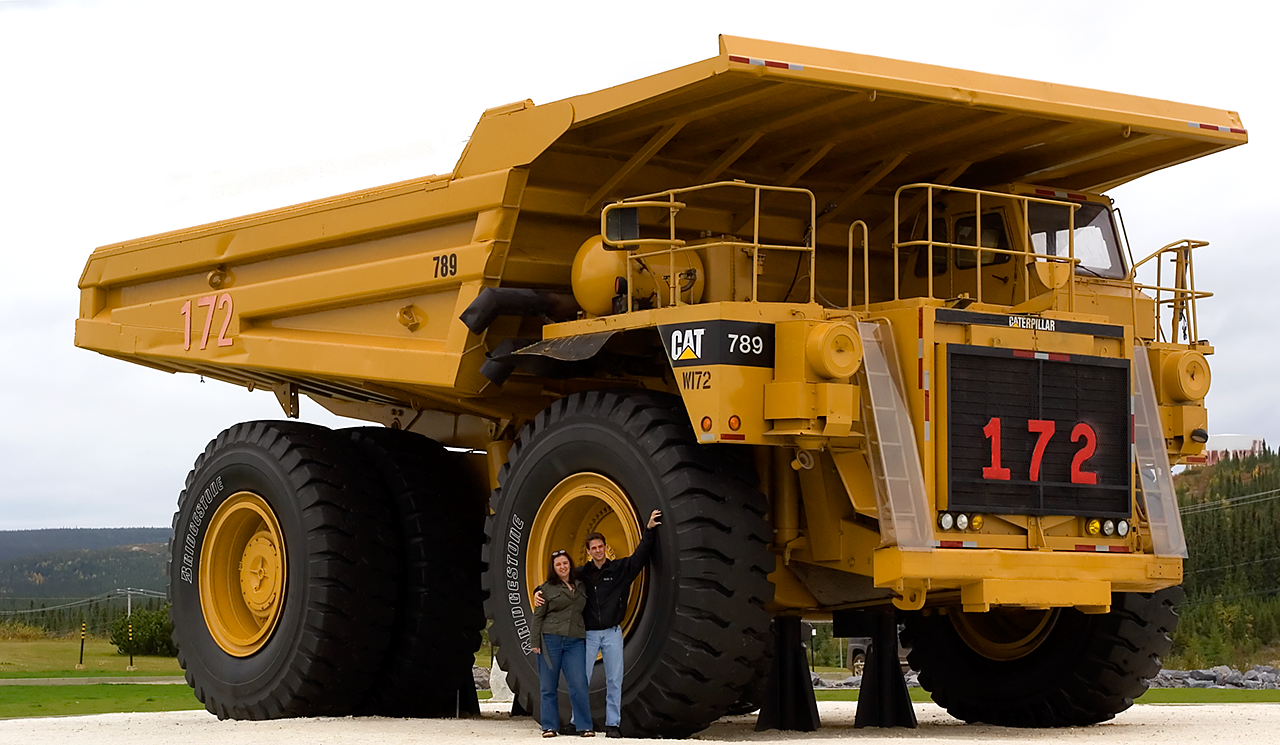
На копальні Мон-Райт, Фермонт, Канада

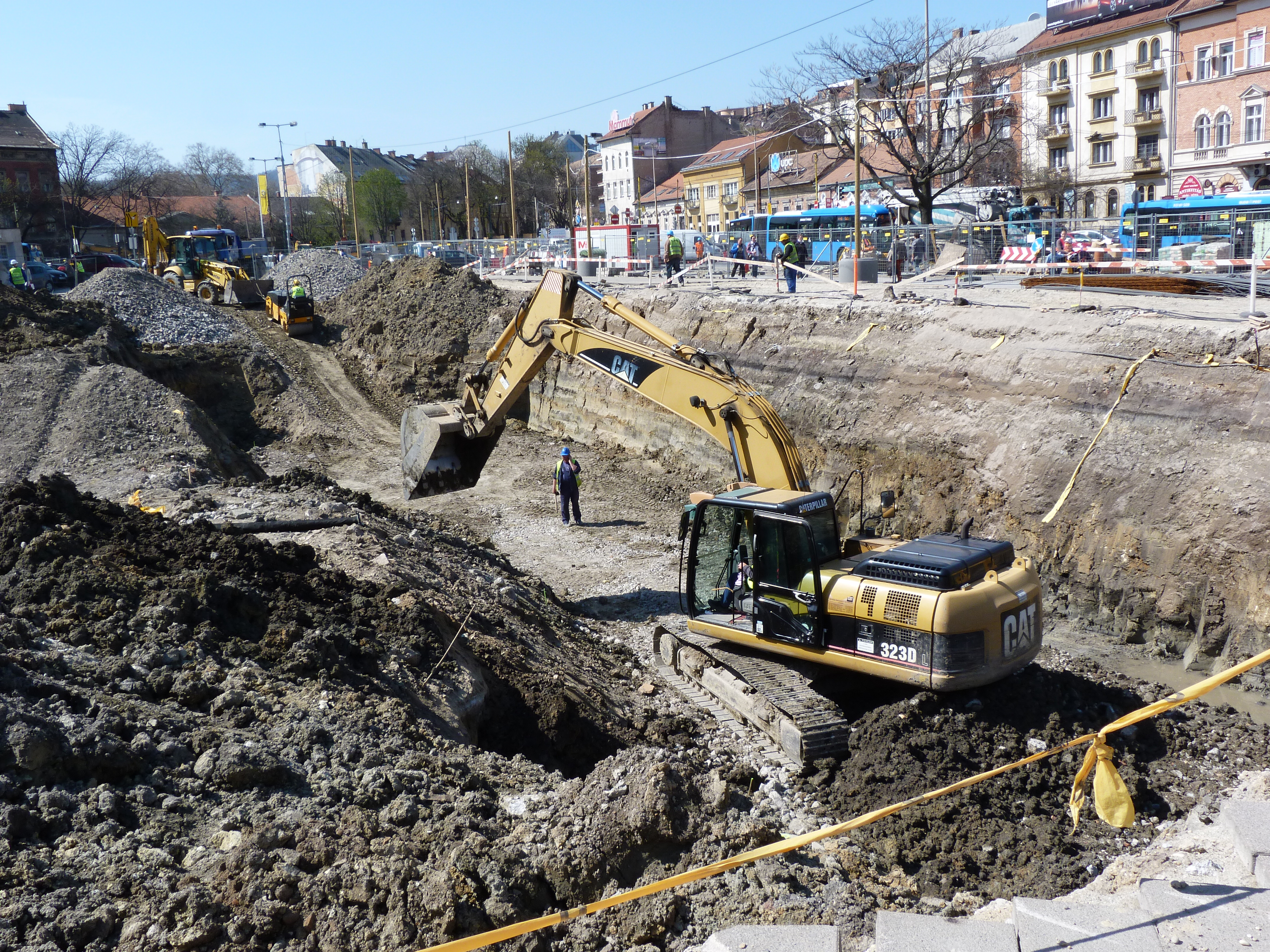
CAT 323DL

Катерпіллер (англ. Caterpillar — гусениця, CAT) — корпорація, що займається виробництвом, продажем та обслуговуванням машин, двигунів, енергетичних систем, запчастин до них по цілому світу через розвинену дилерську мережу.
За рейтингом оцінки компаній Global 2000 журналу Форбс компанія посідає 138 місце у світі.

## Історія
1890. Бенджамін Холт та Даніель Бест провели експерименти з різними типами парових тракторів по їх використанню в сільському господарстві. Вони працювали окремо, співпрацюючи з різними компаніями.
1904. Перший паровий трактор Холта на гусеничному ходу.
1906. Перший бензиновий трактор Холта на гусеничному ходу.
1915. Гусеничні трактори Холта з маркою «Caterpillar» використовуються Антантою в першій світовій війні.
1925. «Holt Manufacturing Company» та «C. L. Best Tractor Co.» об'єднуються, утворюючи компанію Caterpillar Tractor Co.
1931. У місті Іст-Піорія, штат Іллінойс, зійшов з конвеєра перший дизельний трактор Diesel Sixty, оснащений новим потужним двигуном, розробленим для гусеничних тракторів.
1940. Тепер у номенклатуру продукції компанії Caterpillar включені автогрейдери, ножові дорожні струги, грейдери-елеватори, терасери та електрогенераторні установки.
1942. Вироблені компанією Caterpillar гусеничні трактори, автогрейдери, генераторні установки і спеціальний двигун для танка M4 використовуються збройними силами США на різноманітних театрах воєнних дій.
1950. Заснована компанія Caterpillar Tractor Co. Ltd. у Великій Британії, перший з багатьох заокеанських підрозділів, створений для надання допомоги у ліквідації валютного дефіциту, регулюванні тарифів, організації контролю імпорту та покращення обслуговування клієнтів у світовому масштабі.
1953. 1931 року компанія створила окрему групу з продажу двигунів, завдання якої полягало в організації збуту дизельних двигунів виробникам комплектного обладнання. 1953 року замість цієї групи був сформований спеціальний відділ продажу й маркетингу, який мав покращити обслуговування широкого спектра клієнтів, охочих придбати двигуни. Об'єм продажу двигунів у наш час становить приблизно третину від валового доходу від продажу, отримуваного компанією.
1963. Компанії Caterpillar і Mitsubishi Heavy Industries Ltd. створюють одне з перших у Японії спільних підприємств, де американський партнер має часткові права власності. Компанія Caterpillar Mitsubishi Ltd. розпочала виробляти продукцію у 1965 році; згодом вона була перейменована у Shin Caterpillar Mitsubishi Ltd. і в наш час займає друге місце в Японії з виробництва будівельного і шахтного обладнання.
1981-83. Спад у світовій економіці завдав збитків компанії Caterpillar, принісши щоденні збитки порядку 1 млн доларів і примусивши різко скоротити чисельність персоналу.
1983. Компанія Caterpillar Leasing Company розширена, в сферу її діяльності входить розробка і реалізація програм фінансування клієнтів, що знаходяться в різних частинах світу. Компанія перейменована в фінансову корпорацію Caterpillar Financial Services Corporation.
1985 — наш час. Номенклатура продукції продовжує розширюватись для задоволення різноманітних запитів клієнтів. В наш час пропонується понад 300 найменувань виробів, більше ніж удвічі більше, ніж у 1981 році.
1986. Компанія Caterpillar Tractor Co. перейменовується в Caterpillar Inc., що більш точно відображає зростаючу різноманітність продукції.
1987. Запущена програма модернізації підприємства, вартістю 1,8 мільярда доларів для модернізації виробничого процесу.
1990. Компанія децентралізувала свою структуру, реорганізувавши її в ділові підрозділи, що відповідали за прибуток на використовувані активи і задоволення запитів клієнтів.
1997. Компанія продовжує розширюватись, придбавши фірму Perkins Engines, що базувалась у Великій Британії. Приєднавши німецьку фірму MaK Motoren роком раніше, компанія Caterpillar стає світовим лідером у виробництві дизельних двигунів.
1998. Найбільший у світі позашляховий самоскид — модель 797 — здійснює перший пробіг на випробовувальному полігоні компанії Caterpillar в Аризоні.
1999. Оголошує про запуск нової лінії виробництва компактного будівельного обладнання на виставці CONEXPO, самій крупній у світі виставці будівельної техніки.
2000. Відзначає 75 річницю з дня заснування.
2001. Стала першою компанією, що втілила стратегію 6 Sigma в глобальному масштабі та окупившою затрати на реалізацію цієї стратегії протягом першого року з дня введення.
2003. Стає першою компанією-виробником двигунів, що запропонувала весь ряд «чистих» дизельних двигунів моделей 2004 року, повністю відповідних встановленим вимогам та сертифікованих Агентством по охороні навколишнього середовища США.
2006. Бенжамін Холт, один із засновників компанії Caterpillar і дизайнер першого гусеничного трактора, нагороджується за свою винахідливість і підприємницький дух внесенням в список найвеличніших винахідників США «Національного Зала слави винахідників США» (National Inventors Hall of Fame)
2006. Caterpillar Logistics Services відкриває новий центр забезпечення запасними частинами в місті Лінганзі, промисловому районі Шанхая (Китай).
У квітні 2008 придбав канадського виробника тунелепрохідних комплексів Lovat Inc. за $49 млн.
У 2011 Caterpillar придбав за $ 8,8 мільярда компанію Bucyrus International, після чого він став найбільшим виробником одноківшових екскаваторів. Тепер[коли?] модельний ряд екскаваторів включає: гідравлічні (від мініекскаватора масою менше тонни, середніх, важких і до найбільшого в світі гідравлічного екскаватора 6090 FS, 980 тонн масою  і об'ємом ковша до 52 кубометрів), електричні тросові екскаватори «Пряма лопата» з ковшем 6,9 — 61,2 кубометра, драглайни з ковшами 32 — 132,5 кубометра.